# Maison plissée
La maison plissée est une maison individuelle contemporaine construite par l’architecte Vladimir Doray de l'agence WRA (Wild Rabbits Architecture). Elle est située rue Édouard-Jacques à Paris dans le 14e arrondissement, au cœur du quartier Pernety. Elle se caractérise par la radicalité de son design avec une façade faite de pliages métalliques comme un origami.  

## Contexte de la construction
Les commanditaires cherchent à Paris une parcelle disponible pour y construire leur résidence principale. Ils font l'acquisition à l’automne 2012 d'une petite maison traditionnelle ouvrière, sans intérêt particulier, coincée entre deux immeubles du début du XXe siècle. La petite maison est construite à l'extérieur du mur des Fermiers Généraux, un secteur de Paris où cohabitent plus facilement les constructions anciennes et contemporaines. Malgré la taille limitée de la parcelle, 78 m2, le plan local d'urbanisme de Paris autorise la construction d'une surface de plancher de 235 m2. Les maîtres d'ouvrage mandatent alors l'agence d'architecture Wild Rabbits Architecture (WRA) afin de construire pour eux « une maison contemporaine, confortable et surprenante ».
Lauréats 2008 des Albums des Jeunes Architectes et Paysagistes (AJAP), le duo de l'agence WRA, composé de Vladimir Doray et de Fabrice Lagarde, avait déjà montré sa capacité à élaborer un projet novateur sur une très petite parcelle avec la construction de la Maison du Paysagiste. Cette réalisation utilisait déjà la verticalité comme signe distinctif en développant 4 niveaux sur une parcelle de 50 m2 seulement.

## Conception et démarche créative
La parcelle est entourée sur ses quatre côtés par des immeubles de 4 à 6 étages de haut. La rue est par ailleurs relativement étroite ce qui rend la parcelle peu ensoleillée. Dans ce contexte l'architecte propose dès les premières esquisses de construire le plus haut possible pour aller chercher le maximum de lumière. Cette lumière qui fait naturellement défaut à la parcelle devient ainsi l'un des fils conducteurs de la narration architecturale : 
- En rez-de-chaussée, grâce à de grandes baies vitrées donnant sur un jardinet qui met la rue à distance de la maison ;
- En façade, grâce à un mur rideau en verre ouvrant à chaque étage sur un balcon filant en caillebotis métalliques jouant la transparence ;
- À l'arrière, grâce à un retrait de construction qui permet d'ouvrir de larges baies et assure au bâtiment une exposition traversante Est-Ouest ;
- En attique enfin, là où la maison commence à dépasser l'un des immeubles voisins, grâce à un imposte vitré latéral donnant sur les toits du voisinage et la tour Montparnasse.

Les commanditaires souhaitent par ailleurs une maison sculpturale, l'architecte propose alors d'enrober la construction d'une double peau, résille métallique façonnée comme un écrin protégeant le bâtiment. Cette façade épaisse permet de loger à chaque étage des balcons en caillebotis, accentuant encore le coté vertigineux de cette construction toute en transparence.
Dès la conception du projet, l’architecte a mis en œuvre une démarche BIM (Building Information Modeling) afin d’anticiper l’ensemble des problématiques spatiales et constructives du bâtiment. La maquette numérique s’est ainsi révélée très précise et apte à nouer un dialogue constructif entre les commanditaires, l’architecte et le constructeur.
La construction de la maison plissée est envisagée de manière évolutive et agile, grâce à une ossature poteaux-poutres béton chaque étage est composé d’un plateau nu, soutenu par des poteaux renvoyés aux extrémités du bâti. Ce mode constructif offre ainsi des possibilités infinies d’aménagements ou de réaménagements intérieurs.

### Résille métallique

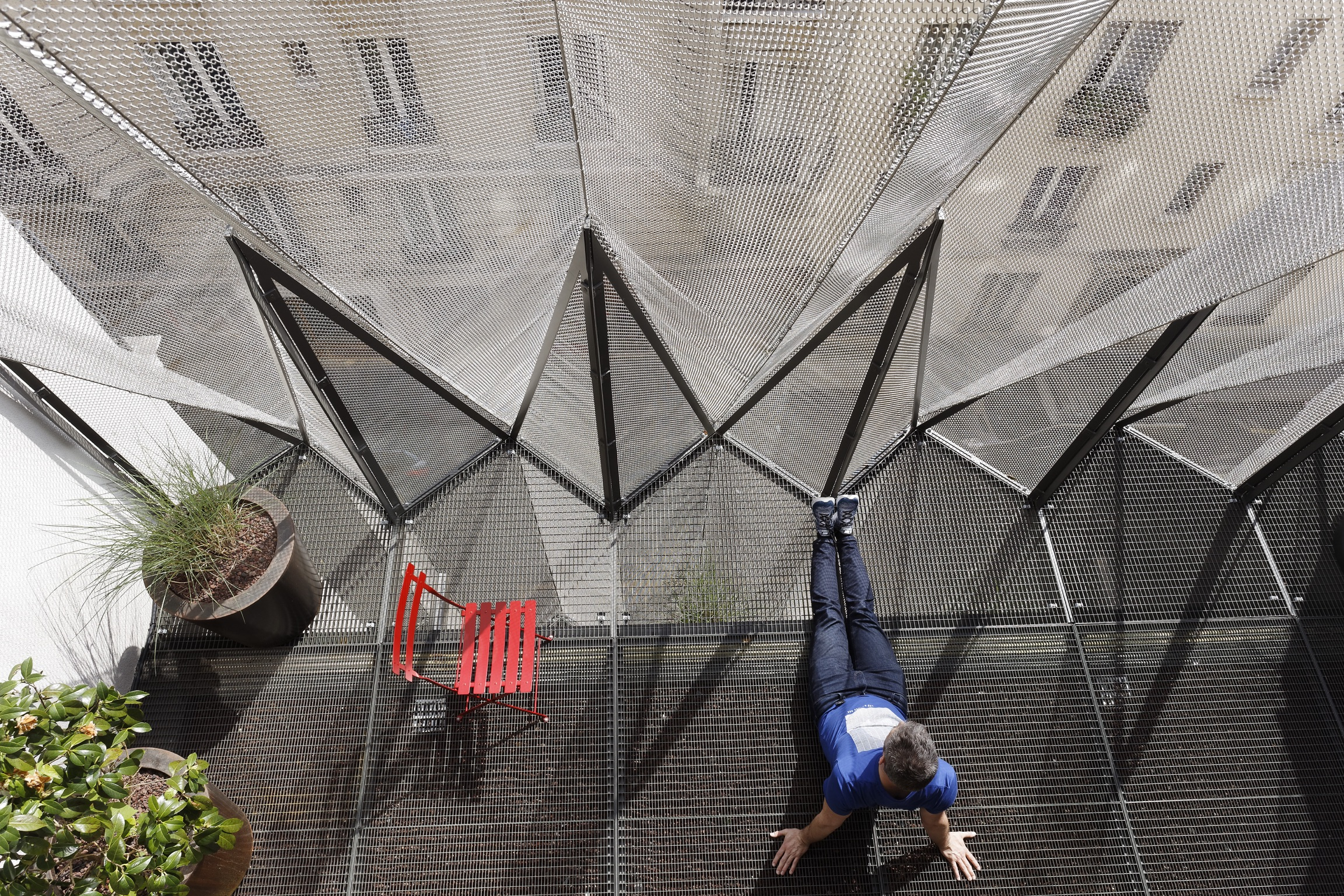
Vue intérieure de la résille métallique.

La maison plissée est recouverte d’un voilage métallique donnant l’illusion d’un pliage origami de type miura-ori. C’est d’ailleurs ce pliage qui donnera son nom à la maison plissée. La résille offre une double fonction esthétique et de protection des regards.
Elle donne à l’enveloppe de la maison cette forme si particulière en accordéon tout en respectant le pli d’attique caractéristique des toitures parisiennes. Ce pliage lui permet ainsi, tout en respectant les pentes de toits imposées pas les règles d’urbanisme de Paris, d’utiliser aussi pleinement que possible le gabarit enveloppe disponible. 
La résille agit par ailleurs comme un voilage mettant les habitants de la maison à l’abri des regards. Ce rideau métallique prend et reflète le soleil pendant la journée, il offre ainsi à l'intérieur de la maison un écran visuel permettant de voir sans être vu.

### Plan de la maison

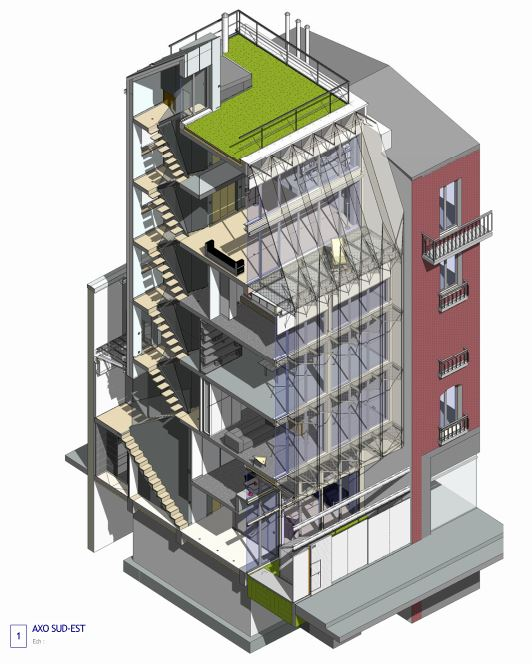
Coupe Axonométrie Sud-Est ; épannelage du toit et façade plissée sur rue.

La maison se développe sur 7 niveaux, reliés par un escalier et un ascenseur. Les étages sont de tailles variables allant de 18 m2 pour le plus petit à 50 m2 pour le plus grand. La surface totale de la maison s’établit à 292 m2. 
Le plan de la maison a été inversé par rapport à un plan traditionnel et les pièces de vie les plus importantes ont été déportées en haut de la maison, là où la lumière est la plus vive. Depuis l’entrée le visiteur accède à un ascenseur le menant directement tout en haut du bâtiment, dans l’espace de vie composé d’un cube de verre en double hauteur, où se logent le séjour, la cuisine, la salle à manger et un large balcon protégé par la résille métallique. La visite de la maison se poursuit alors par voie descendante, dans un ordre décroissant d’importance, de la suite parentale au bureau, des chambres d’enfants à l’espace invité composé d’un studio indépendant en rez-de-chaussée et premier étage.
La maison est enfin dotée d’un sous-sol complet sous l’emprise de la construction, d’une toiture végétalisée accessible par l’escalier principal et d’un jardinet à l’entrée, caractéristique des maisons de ville du quartier.

### Décoration et aménagements paysagers

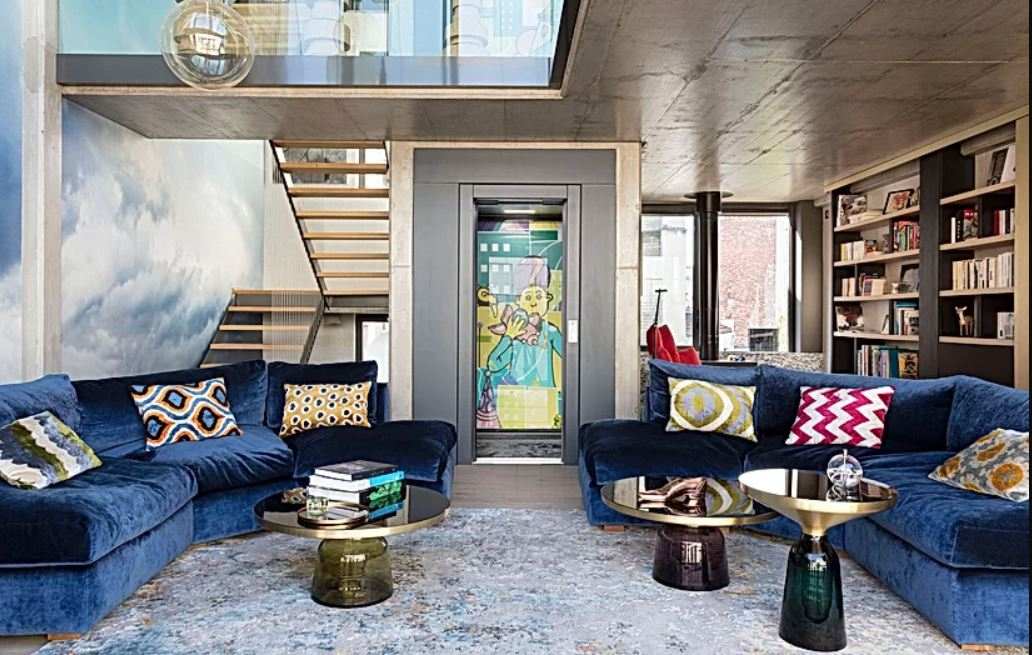
Vue du séjour depuis le balcon.

Les commanditaires choisissent de faire appel à l’agence Selig et Renault pour assurer la décoration intérieure de la maison plissée. 
Alexandra Selig et Carl Renault proposent alors de structurer la maison comme un arbre entre ciel terre, dont la cage d’ascenseur centrale serait le tronc et dont chaque plateau serait comme une branche accueillant un nid douillet adapté à chaque fonction de la maisonnée. Les matériaux décoratifs sont riches (velours, boiseries, tapis, panneau doré) et s’opposent à la radicalité des matériaux de construction (acier, béton, verre). 
Le fil conducteur de cette maison-arbre-nid est assuré par la conception d’un papier peint ciel appliqué sur toute la hauteur du mur intérieur sud de la maison. D’un ciel d’aurore au vestibule d’entrée, à un ciel stratosphérique à l’accès toiture, en passant par un ciel orageux dans la suite parentale habillée de noir et de palissandre, le papier peint accentue la verticalité des lieux tout en offrant à la maison une ambiance aérienne et légère.  
Les aménagements extérieurs ont été réalisés par l’Atelier Gabriel. Les formes utilisées dans le projet paysager sont rondes et contrastent avec les plis et les angles de la maison.

## Prix et publications
La maison plissée a été récompensée ou a été présentée aux prix suivants :
- Prix des Maisons d’Architectures A Vivre 2018 – catégorie Architecture & Design[9]
- Trophées de la Construction 2018 – catégorie logement individuel[10]
- Sélection aux ArchiDesignClub Awards 2019[11]
- Sélection Prix Archinovo 2019[3]

Elle a également fait l'objet de publications dans les revues suivantes :
- Architectures A Vivre no 102 (juillet-août 2018)[12]
- Ideat – Hors-série architecture no 13 (septembre 2018)[13]
- Ideat Germany no 9 (février-mars 2019)[14]
- Ideat China no 46 (février 2019)[15]
- AD Italia no 451 (mars 2019)[16]